# Mariene ecoregio Heard en McDonaldeilanden
De Mariene ecoregio Heard en McDonaldeilanden (213) (Engels: Heard and Macdonald Islands marine ecoregion) is een biogeografische regio en ligt in het zuiden van de Indische Oceaan in de Mariene provincie Subantarctische Eilanden (59) in het Marien rijk Zuidelijke Oceaan. De mariene ecoregio is vastgesteld door het World Wide Fund for Nature en The Nature Conservancy en is vernoemd naar de Heard en McDonaldeilanden.
In het noordwesten grenst het gebied aan de mariene ecoregio Kergueleneilanden (214).

## Geografie
De mariene ecoregio ligt in het zuiden van de Indische Oceaan rond de Heard en McDonaldeilanden van Australië.
Door het gebied stroomt de westenwinddrift.

## Biogeografie
Het gebied kent zeeleven dat houdt van arctische temperaturen.